# 保加利亚军区

1025年巴西尔二世去世时的拜占庭帝国军区

保加利亚军区是拜占庭帝国的一个军区，1018年皇帝巴西尔二世征服保加利亚后，在马其顿北部与帕利斯特隆军区一并设立，首府为斯克普杰。因为该地的重要性，其起初由一名将军管辖，后改为总督。1040年拜占庭的财政改革意图在保加利亚与塞尔维亚地区的军区增加赋税，并将实物税改为货币税，引发了声势浩大的起义，起义者们占据了都拉其翁军区和尼科波利斯军区，并威胁着塞萨洛尼基军区。这对拜占庭造成了很大威胁。起义失败后，保加利亚仅存的自治权亦被剥夺，教会管理权也就此丧失。此外，该地在1072年以及1186年-1188年也曾因财政改革爆发过大的起义。